# Muzieklexicon
In een muzieklexicon staan alle muziekgerelateerde termen op alfabetische volgorde gerangschikt. Dit is dus een vakspecialistische vorm van een lexicon.
Een van de eerste pogingen te komen tot een lexicon kan gezien worden in het theoretische werk van François Couperin, die pogingen ondernam om een systeem aan te brengen in de muziektheorie middels zijn werken L'art de toucher le clavecin (1716, herzien in 1717) en Règle pour l'accompagnement, en van Carl Philipp Emanuel Bach die in zijn theoretische werk Versuch über die wahre Art das Klavier zu spielen (1753 - 1762) tracht systeem aan te brengen in onder andere versieringstechniek. Van latere datum is the New Grove Dictionary of Music and Musicians., waarin naast een lexicon allerlei overzichten te vinden zijn.

## Bekende muzieklexicons
- Theo Willemze:Muzieklexicon, in 2 delen: A-L en M-Z, uitgever: Spectrum ISBN 9789027482983
- Gerrit Slagmolen: Muzieklexicon,  pocketuitgave Bruna,ISBN 902291367 8
- Mr. G. Keller & J. Ph. Kruseman: Geïllustreerd Muzieklexicon, (deel A-G, H-P en Q-Z) ,1932 (plus supplement 1949)
- Gust de Meyer: Muzieklexicon De Muziekindustrie Van A Tot Z, uitgever: Kluwer, 1999, ISBN  9789050621519
- Christopher Headington: Geïllustreerde muzieklexicon. (793 termen en begrippen), uitgever: Amerongen, Gaade, 1984
- Casper Höweler: XYZ der Muziek, uitgever: W. de Haan, 1936

Ook online zijn diverse muzieklexicons te raadplegen, bijvoorbeeld:
- Klassik.com Lexicon
- Musipedia, biedt zoekmogelijkheden op melodie
- Music Dictionary